# Tungoza
Tungiaza – objaw zaatakowania skóry przez pchłę piaskową (Tunga penetrans), która występuje w tropikalnych regionach Afryki, Karaibów, Centralnej i Południowej Ameryki oraz Indii. Choroba jest endemiczna w Nigerii i w Trynidadzie i Tobago, gdzie występowanie tungozy wśród dzieci w latach 80. osiągnęło poziom 40%. Tungoza rzadko występuje poza tymi obszarami.

## Objawy
Wśród objawów choroby występują:
- poważny świąd
- ból
- zapalenie i obrzęknięcie
- uszkodzenia skóry i owrzodzenie, z czarnymi kropkami w środku

Nieleczona choroba może doprowadzić do wystąpienia wtórnych infekcji, takich jak bakteriemii, tężca czy zgorzeli gazowej.